# القاهرة الجديدة (رواية)
القاهرة الجديدة رواية للأديب المصري نجيب محفوظ نشرت لأول مرة سنة 1945 وتم تحويلها لفيلم سينمائي سنة 1966 باسم (القاهرة 30) من إخراج صلاح أبو سيف. تناقش الرواية العديد من القضايا الاجتماعية. هي أول رواية يكتبها نجيب محفوظ عن القاهرة. ومن هذه الرواية بدأ محفوظ يتخذ أسلوب الواقعية الاجتماعية .

## موضوع الرواية
البطل الرئيسي للرواية هو محجوب عبد الدايم وهو شخص متسلق وصولي يتزوج من إحسان ويتم تعيينه في وظيفة كبيرة بشرط أن يسمح لمديره في العمل بأن يشاركه زوجته وينتهي الأمر بافتضاح أمره ونقله إلى أسوان. وشخصيتين أخريين هما مأمون رضوان الذي يمثل التيار الديني وعلي طه الاشتراكي.

## الترجمات
| اللغة      | تاريخ الترجمة |
| ---------- | ------------- |
| الفرنسية   | 2000          |
| الإسبانية  | 2007          |
| الإنجليزية | 2008          |
| الألمانية  | 2011          |
| الصينية    | 2017          |

## شخصيات الرواية
- محجوب عبد الدائم الشخصية الرئيسية، وهو موظف صغير يسعى للصعود بأي ثمن.تجسيد للانتهازية والانفصال عن المبادئ.يرضى بالزواج من عشيقة الباشا مقابل المنصب والمال.
- مأمون رضوان زميل محجوب في الجامعة.يُمثّل التيار الديني المحافظ.شخصية أخلاقية ومبدئية، لكنه قليل التأثير في الأحداث.
- علي طه الزميل الثالث لمحجوب ومأمون.يحمل أفكارًا اشتراكية ومثالية ثورية.عاشق لإحسان، ويصطدم بواقعها بعد ارتباطها بالباشا ومحجوب.
- إحسان شحاته شخصية نسائية محورية.كانت حبيبة علي، ثم تُصبح زوجة محجوب وعشيقة الباشا.رمز للمرأة الضحية، التي تتقاطع حياتها مع رغبات الآخرين وقيود المجتمع.
- الباشا رجل سلطة ونفوذ.يُجسد الاستبداد والفساد، ويمارس السيطرة على الشخصيات الأخرى عبر المال والعلاقات.[5]

## اقتباسات من الرواية
"الشرفُ قيدٌ لا يَغلُّ إلا أعناقَ الفقراءِ." نقد لواقع اجتماعي يجعل القيم عبئًا على الطبقات المسحوقة.
"أيّ نظامٍ من أنظمة الحكم يستحيل ديكتاتوريةً إذا طُبِّق في مصر!" سخرية لاذعة من البنية السياسية التي تُفرغ الأنظمة من مضمونها.
"هل من دليل على حقارة الإنسان أكبر من ضرورة الطعام لحياته؟!" تأمل فلسفي في العلاقة بين الجوع والكرامة الإنسانية.
"هاله الأمر، وحدث نفسه قائلاً: سأظل ما حييت فقيرًا إلى المال."صرخة داخلية لمحجوب تكشف هوسه بالثراء والخروج من طبقته.
"في مجلس النواب، ليس المهم أن تفهم ما يُقال، ولكن المهم أن تتكلم." نقد ساخر لطبيعة الخطاب السياسي الفارغ.
"النشال يملك ما في جيوب الناس جميعًا، وقد عرف سادة هذا البلد مغزى هذه الحكمة." تشبيه لاذع بين اللصوصية والسلطة.
"النسيان.. النسيان.. أترضى أن تكون من المجانين الذين يُفسد الحب حياتهم؟!" صراع داخلي بين العاطفة والعقل، بين التمسك والنجاة.

"أليس توفيق العاشق كظفر المحارب لذةً وخُيلاء؟!" تشبيه شعري بين الحب والانتصار، وبين الألم والنشوة.

## أسلوب الرواية
رواية القاهرة الجديدة لنجيب محفوظ تكشف بجرأة ملامح مجتمع ثلاثينيات مصر، عبر شخصية محجوب عبد الدائم، الموظف الطموح الذي يضحي بكل شيء في سبيل الثراء والمنصب، حتى يتزوج عشيقة الباشا طمعًا في النفوذ، مما يجعله رمزًا لانفصال الإنسان عن المبادئ تحت وطأة الفقر. بجانبه، يمثل مأمون رضوان التيار الديني المحافظ، بينما يجسد علي طه الفكر الاشتراكي المثالي، وتأتي إحسان شحاته لتجسد مأساة المرأة المسحوقة بين الحب والخضوع. الرواية تسخر من السلطة السياسية وتدين فسادها عبر شخصيات تُستخدم كأدوات لكشف التناقضات الأخلاقية والاجتماعية، كما تحمل اقتباسات لاذعة تكشف عمق النقد، مثل "الشرف قيد لا يغل إلا أعناق الفقراء" و"هل من دليل على حقارة الإنسان أكبر من ضرورة الطعام لحياته؟"، ما يجعل الرواية صرخة فكرية مؤلمة وواقعية في وجه مجتمعٍ مأزوم.

## المرأة في الرواية
في رواية القاهرة الجديدة، تتجلى صورة المرأة من خلال شخصية إحسان شحاتة، التي تمثل نموذجًا مركبًا للمرأة في مجتمع يرزح تحت وطأة الفقر والسلطة والازدواجية الأخلاقية. إحسان ليست مجرد شخصية ثانوية، بل هي محور التحولات العاطفية والاجتماعية والسياسية في الرواية. فهي حبيبة علي طه الاشتراكي المثالي، ثم تتحول إلى زوجة محجوب عبد الدائم الانتهازي، وتصبح عشيقة الباشا رمز الفساد والاستبداد. هذا التدرج يكشف كيف تُستغل المرأة وتُدفع إلى خيارات قاسية نتيجة ظروفها الاقتصادية والاجتماعية، حيث يُوظف جمالها كوسيلة للنجاة والصعود الطبقي، لا كقيمة إنسانية مستقلة.
محفوظ لا يُدين إحسان، بل يُظهرها كضحية لواقع مأزوم، ويطرح تساؤلات أخلاقية عميقة حول معنى الفضيلة والسقوط، فالسقوط عنده لا يرتبط بالجسد بل بالخيانة وانعدام الولاء. إحسان، رغم علاقتها بالباشا، تحتفظ بجوانب من الأصالة والصدق، مما يجعلها شخصية مأساوية أكثر منها منحرفة.

## وصلات خارجية
- توغل في رواية نجيب محفوظ القاهرة الجديدة، موقع إيلاف
- واقعية نجيب محفوظ، جريدة الراي
- دراسة الشخصية الروائية
- صفحة الرواية على موقع أبجد